# Royal Palm Beach
Royal Palm Beach es una villa ubicada en el condado de Palm Beach en el estado estadounidense de Florida. En el Censo de 2010 tenía una población de 34.140 habitantes y una densidad poblacional de 1.161,37 personas por km².

## Geografía
Royal Palm Beach se encuentra ubicada en las coordenadas 26°42′17″N 80°13′27″O / 26.70472, -80.22417. Según la Oficina del Censo de los Estados Unidos, Royal Palm Beach tiene una superficie total de 29.4 km², de la cual 29 km² corresponden a tierra firme y (1.35%) 0.4 km² es agua.

## Demografía
Según el censo de 2010, había 34.140 personas residiendo en Royal Palm Beach. La densidad de población era de 1.161,37 hab./km². De los 34.140 habitantes, Royal Palm Beach estaba compuesto por el 66.61% blancos, el 22.67% eran afroamericanos, el 0.2% eran amerindios, el 4.2% eran asiáticos, el 0.04% eran isleños del Pacífico, el 3.29% eran de otras razas y el 2.98% pertenecían a dos o más razas. Del total de la población el 20.36% eran hispanos o latinos de cualquier raza.